# Oospila invasata
Oospila invasata är en fjärilsart som beskrevs av Walker 1866. Oospila invasata ingår i släktet Oospila och familjen mätare. Inga underarter finns listade i Catalogue of Life.